# 天主教關塔那摩-巴拉科阿教區
天主教關塔那摩-巴拉科阿教區（拉丁語：Dioecesis Guantanamensis-Baracoensis）是古巴一個羅馬天主教教區，屬古巴的聖地牙哥總教區。
教區1998年1月24日成立，位於關塔那摩省。2006年有教友185,218人，佔轄區總人口36.2%。教區下轄七個堂區，有九名司鐸。現任教區主教為維爾弗雷多·皮諾·埃斯特維茲。